# Берта (имя)
Бе́рта — женское имя германского происхождения.

## Происхождение
Происходит от древнегерманского berht (блеск, великолепие), также используется в качестве производной формы от имён Альберта, Роберта.
Первоначально было распространено среди франков, после нормандского завоевания Англии начало использоваться в Британии, но после XIV века потеряло популярность. Вновь стало распространённым в англоязычных странах в XIX веке, но затем вышло из моды.
В Германии имя Берта входило в число самых распространённых женских имён в 1890-е годы. Затем его популярность снизилась, а с 1930-х годов оно практически перестало использоваться.
В Польше употребляется по меньшей мере с XIII века и имеет производную форму Бретка.
В Российской империи и СССР носительницы еврейских имён Бася, Бейла, Браха зачастую использовали имя Берта как кинуй.

## Именины
В православных святцах нет ни одной святой Берты, поэтому православных именин у носительниц этого имени нет.

### Католические именины
- 24 февраля — блаженная Берта из Бузано, аббатиса[9];
- 24 марта — блаженная Берта из Фьезоле, аббатиса[10];
- 1 мая — святая Берта из Авне, аббатиса, мученица[11];
- 15 мая — блаженная Берта Бингенская[12];
- 4 июля — святая Берта из Бланжи, аббатиса[13].

### Светские традиции празднования именин
Традиция праздновать именины в Финляндии не связана с церковным календарём, а новые имена вносятся в календарь раз в пять лет при условии наличия не менее 500 финноязычных или 50 шведоязычных граждан с таким именем. Имя Берта (фин. Bertta) появилось в финноязычном календаре в 2020 году. Именины празднуются 24 августа. В 1908–1928 годах именины Берты праздновались в Финляндии 1 февраля.
В Швеции c 1900 года именины Берты празднуются 8 февраля. В 1986–1992 годах в тот же день в шведском календаре значились также родственные имена Берт и Бертрам, в 1993–2000 годах — Бертольд, с 2001 года — Берт. Существует шведская традиция праздновать в тот же день именины Бертины, однако она имеет неофициальный характер.